# Boy Kill Boy
I Boy Kill Boy sono stati un gruppo musicale rock britannico originario di Leytonstone, vicino a Londra, e attivo dal 2004 al 2008.

## Formazione
- Chris Peck - voce, chitarra
- Kev Chase - basso, voce
- Shaz Mahmood - batteria
- Pete Carr - tastiere

## Discografia
Album
- 2006 - Civilian
- 2008 - Stars and the Sea

Singoli
- 2005 - Suzie (riedito nel 2006)
- 2005 - Civil Sin (riedito nel 2006)
- 2006 - Back Again
- 2007 - Shoot Me Down
- 2007 - No Conversation
- 2008 - Promises